# Ada (Republika Serbska)
Ada (cyr. Ада) – wieś w Bośni i Hercegowinie, w Republice Serbskiej, w gminie Vukosavlje. W 2013 roku liczyła 126 mieszkańców.